# Cratogeomys
Cratogeomys is een geslacht van zoogdieren uit de familie van de goffers (Geomyidae). De wetenschappelijke naam van het geslacht werd in 1895 gepubliceerd door Clinton Hart Merriam.

## Soorten
Er worden 7 soorten in dit geslacht geplaatst:
- Cratogeomys castanops (S. F. Baird, 1852) - Mexicaanse goffer
- Cratogeomys fulvescens Merriam, 1895
- Cratogeomys fumosus (Merriam, 1892)
- Cratogeomys goldmani Merriam, 1895
- Cratogeomys merriami (Thomas, 1893) - Merriams goffer
- Cratogeomys perotensis Merriam, 1895
- Cratogeomys planiceps (Merriam, 1895)